# Lögetjärnet
Lögetjärnet är en sjö i Eda kommun i Värmland och ingår i Göta älvs huvudavrinningsområde. Sjön har en area på 0,0582 kvadratkilometer och ligger 171,3 meter över havet.

## Delavrinningsområde
Lögetjärnet ingår i det delavrinningsområde (664329-128430) som SMHI kallar för Inloppet i Askesjön. Medelhöjden är 228 meter över havet och ytan är 11,1 kvadratkilometer. Räknas de 3 avrinningsområdena uppströms in blir den ackumulerade arean 390,64 kvadratkilometer. Byälven (Kölaälven) som avvattnar avrinningsområdet har biflödesordning 2, vilket innebär att vattnet flödar genom totalt 2 vattendrag innan det når havet efter 344 kilometer. Avrinningsområdet består mestadels av skog (87 procent). Avrinningsområdet har 0,06 kvadratkilometer vattenytor vilket ger det en sjöprocent på 0,5 procent.